# Rhyacophila potteri
Rhyacophila potteri is een schietmot uit de familie Rhyacophilidae. De soort komt voor in het Nearctisch gebied.